# Charles Allen (brytyjski polityk)
Charles Allen (ur. 2 grudnia 1861 w Prestwich, zm. 18 września 1930 w Londynie) – brytyjski polityk, członek Izby Gmin oraz rugbysta, reprezentant Walii, dziennikarz.
Uczęszczał do Rugby School, gdzie był kapitanem zespołów rugby i krykieta. Studiował następnie na Uniwersytecie Oksfordzkim, występując w uczelnianym zespole rugby. W Home Nations Championship 1884 rozegrał dwa spotkania dla walijskiej reprezentacji zdobywając jedno przyłożenie, które nie miało jednak wówczas wartości punktowej. Było ono jednak pierwszym w historii, które Walijczycy zdobyli przeciwko Anglikom. W późniejszych latach grał w krykieta dla Bangor Cricket Club i Stroud Cricket Club.
W 1887 roku rozpoczął pracę jako dziennikarz w Manchester Guardian. W latach 1900–1918 zasiadał w Izbie Gmin z okręgu Stroud reprezentując Partię Liberalną. W randze majora uczestniczył w I wojnie światowej.
Był żonaty z Eveliną Barker, z którą miał cztery córki i syna.